# Aeroportul Orange Walk
Aeroportul Orange Walk (IATA: ORZ, ICAO: MZTH) este un aeroport din Orange Walk District⁠(d), Belize ce deservește zona Orange Walk Town⁠(d).
Situat la o altitudine de 10 m, aeroportul dispune de o singură pistă.